# Pellaea paradoxa
Pellaea paradoxa es una especie de helecho de la familia botánica Pteridaceae.  Se encuentra en Sídney en el este de Australia y la Isla de Lord Howe. A menudo, tiene su hábitat en o cerca de bosques tropicales en las grietas rocosas. Pero de vez en cuando se puede observar en las zonas más secas. 

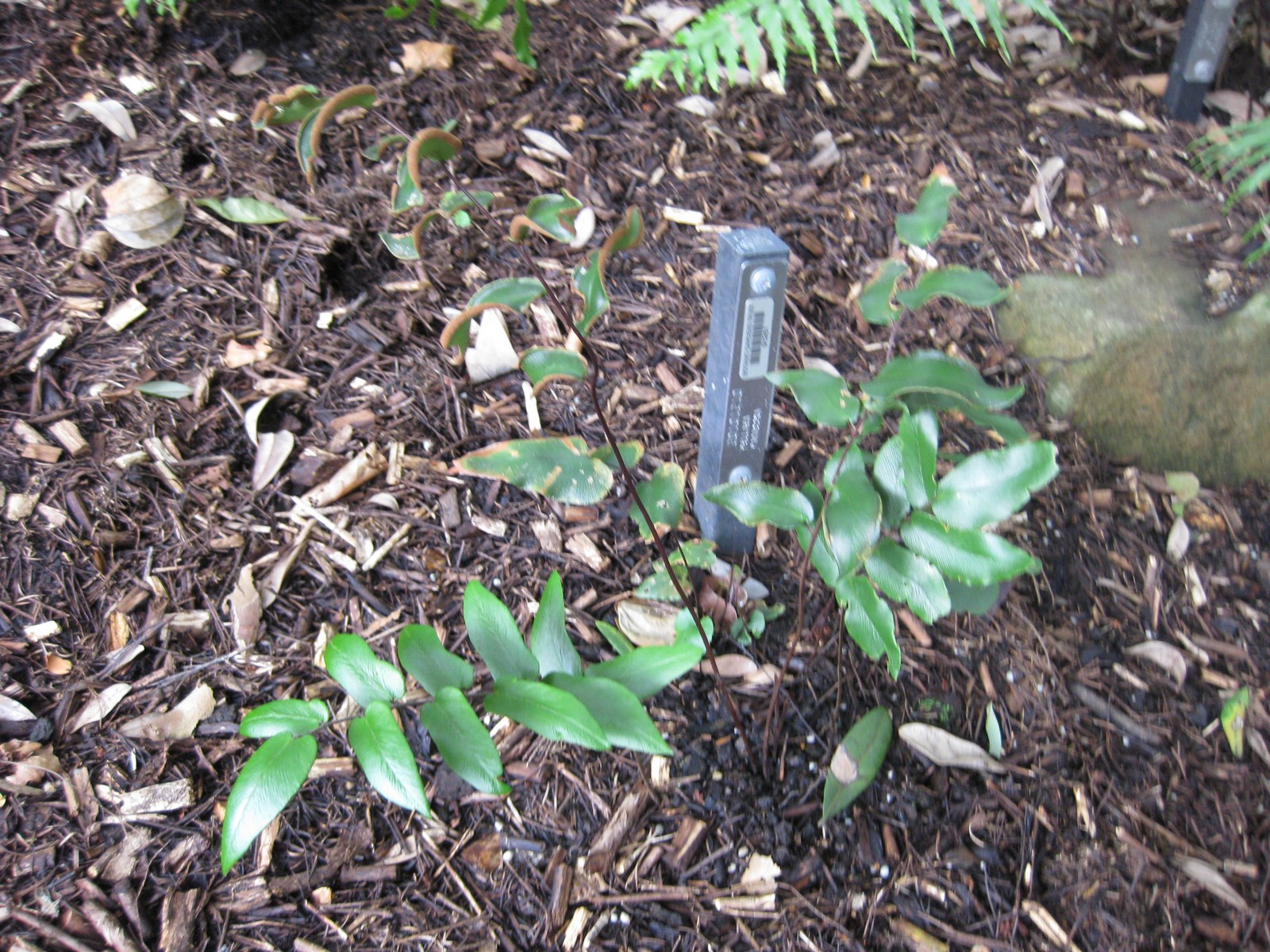
Detalle de la planta

## Descripción
Las frondas son generalmente curvas, de 4 a 9 cm de largo y de 1 a 4 cm de ancho. Correosa al tacto y de un color verde pálido. Las frondas juveniles pueden tener forma de corazón. Los tallos tienen alrededor de 1 a 5 mm de largo. Los soros aparecen en una banda, generalmente de 2 a 3 mm de ancho, en el borde de la parte inferior de las hojas.

## Taxonomía
Pellaea paradoxa fue descrita por William Jackson Hooker y publicado en Species Filicum 2 1858
Esta planta apareció por primera vez en la literatura científica en 1810 como Adiantum paradoxum , en Prodromus Florae Novae Hollandiae, escrito por el prolífico botánico escocés, Robert Brown. El género Pellaea se colocó en la subfamilia Cheilanthoideae de Pteridaceae por Christenhusz et al. , 2011.
Sinonimia
- Allosorus paradoxus (R.Br.) Kunze
- Adiantum paradoxum R.Br.
- Pellaea paradoxa var. normalis Domin nom. inval.
- Pteris falcata var. paradoxa (R.Br.) F.M.Bailey
- Pteris paradoxa (R.Br.) Baker ex Benth.
- Allosorus falcatus var. paradoxus (R.Br.) Luerss.
- Pellaea paradoxa var. paradoxa
- Platyloma brownii J.Sm. nom. illeg.
- Pellaea paradoxa var. trichophora Domin[6]